# Fakafifine
Fakafifine són persones de Niue, que van néixer assignat com a home al néixer però que tenen una expressió de gènere femenina. A Niue això s'entén com un tercer gènere, culturalment específic del país.

## Etimologia
El terme prové del niueà i es compon del prefix «faka-» (a la manera de) i el sufix «-fifine» (dona) i es defineix al Niue Language Dictionary com «comportar-se com una dona» o «ser efeminat». Un terme relacionat és «fakataane» que significa «comportar-se com un home».
Fakafifine s'inclou a l'acrònim MVPFAFF (māhū, vakasalewalewa, palopa, fa'afafine, akava'ine, fakaleiti i fakafifine), encunyat per Phylesha Brown-Acton, per a «millorar la consciència de la diversitat de gènere dels Pasifika a més del terme LGBTQI».

## Fakafifine destacades
- Phylesha Brown-Acton (naixement el 1976), activista pels drets humans.[6]